# 152750 Brloh
152750 Brloh este un asteroid din centura principală de asteroizi.

## Descriere
152750 Brloh este un asteroid din centura principală de asteroizi. A fost descoperit pe 21 ianuarie 1999 la Observatorul Kleť de Jana Tichá și Miloš Tichý. Asteroidul prezintă o orbită caracterizată de o semiaxă mare de 2,60 ua, o excentricitate de 0,20 și o înclinație de 2,0° în raport cu ecliptica.